# Noville-sur-Mehaigne
Pour les articles homonymes, voir Noville.
Noville-sur-Mehaigne (en wallon Noveye-so-Mouhagne) est une section de la commune belge d'Éghezée située en Wallonie dans la province de Namur.
C'était une commune à part entière avant la fusion des communes de 1977, qui faisait partie de la province de Brabant et de ce fait, jusqu'en 1999, du canton de Perwez.

## Évolution démographique
- Source: DGS, 1831 à 1970=recensements population, 1976= habitants au 31 décembre

## Histoire
Le 1er août 1194, Baudouin V (1171-1195) dit le Courageux, comte de Hainaut, y remporte une bataille contre Henri, duc de Limbourg. À la tête de 10 000 hommes de pied et de 160 chevaliers, Baudouin V faisait face à une armée deux fois plus nombreuse. D'après la Chronique du Hainaut de Gislebert, trois hommes se sont particulièrement couverts de gloire dans ce combat : Baudouin, le fils aîné du comte, Nicolas de Rumigny, frère d'Hughes de Florennes, et Robert de Wavrin, sénéchal de Flandre.

## Patrimoine et culture

### Patrimoine et architecture
- Eglise Saint-Philibert. Edifice de style éclectique élevé de 1866 à 1868[2].
- Château de la Motte. Siège connue depuis le XIVe siècle et qui échoua aux Jamblinne de 1641 à 1782 ; il resta la propriété de cette famille jusqu'au milieu du XIXe siècle où elle passa aux Becquevort[2].
- Presbytère, bâtie dans la deuxième moitié du XVIIIe siècle[3].
- Ferme de la Haute Aveine. Construit principalement vers le milieu du XVIIIe siècle qui conserve une grange plus ancienne[4].
- Ferme de Ghlin. Elle est mentionnée au XVIe siècle comme cense de la veuve d'Antoine de Ghelin. Elle appartient à M. de Diest en 1865[5].